# 西大寺站
- 關於1906年至1961年之間，曾名為西大寺站的JR山陽本線車站，請見「東岡山站」。
- 關於奈良縣近畿日本鐵道的車站，請見「大和西大寺站」。
- 關於岡山電氣軌道東山本線的電車站，請見「西大寺町停留場」。

西大寺站（日语：／ Saidaiji eki */?）是位於岡山縣岡山市東區西大寺上，屬於西日本旅客鐵道（JR西日本）赤穗線的車站。車站編號為「JR-N06」。此站是岡山市東區西大寺地區（前・西大寺市）的中心車站。

## 歷史
- 1962年（昭和37年）9月1日 - 赤穗線伊部站至東岡山站之間開業，此站啟用。
- 1969年（昭和44年）10月1日 - 赤穗線直流電氣化。
- 1987年（昭和62年）4月1日 - 伴隨國鐵分割民營化，車站由西日本旅客鐵道（JR西日本）營運。
- 2007年（平成19年）
  - 7月22日 - 引入可支援ICOCA的簡易型自動閘機（日语：簡易型自動改札機）。
  - 9月1日 - 此站可以使用ICOCA。
- 2016年（平成28年）4月22日 - 開始使用列車出發顯示牌。

## 車站構造

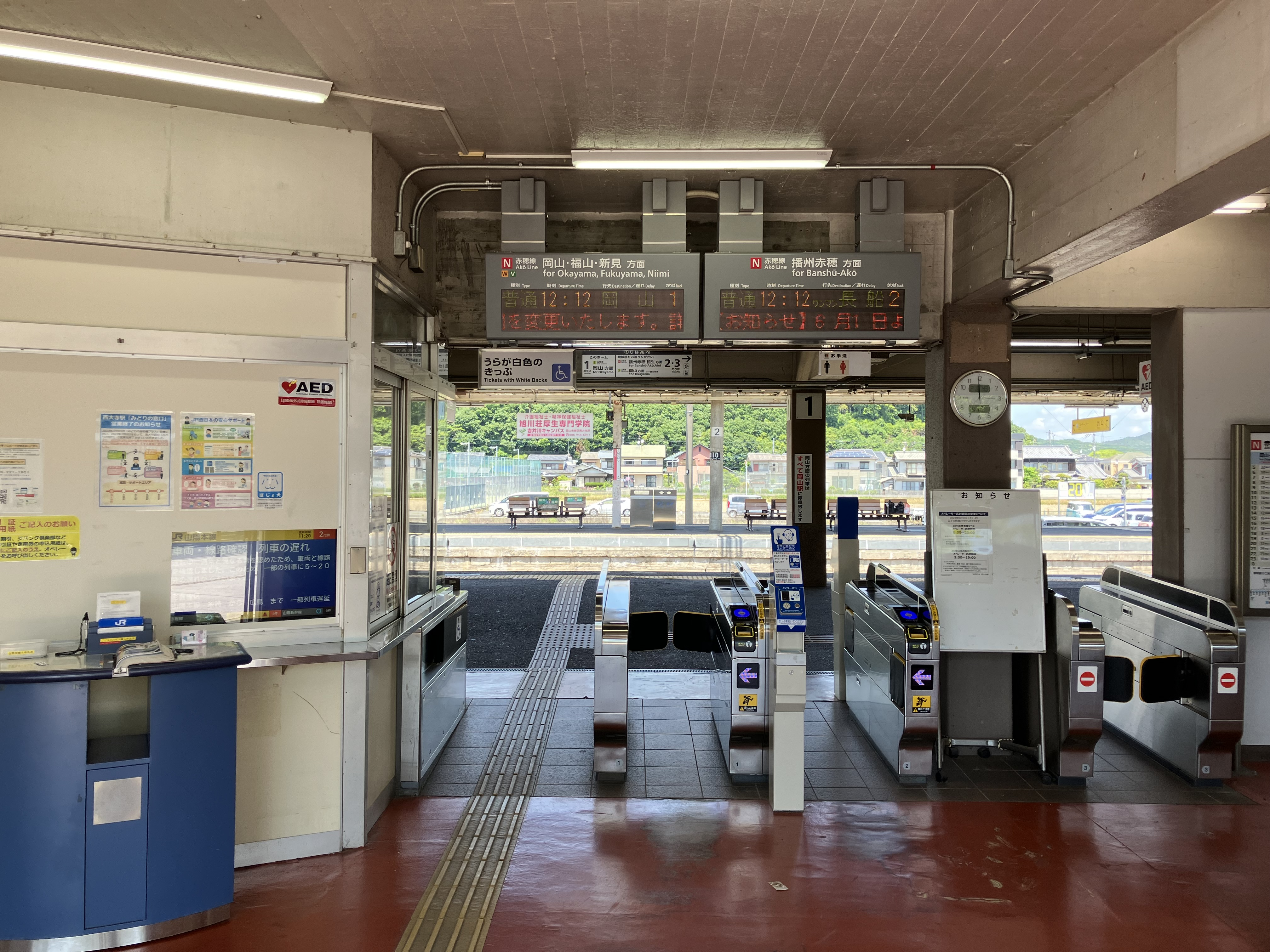
驗票閘口（2024年5月）

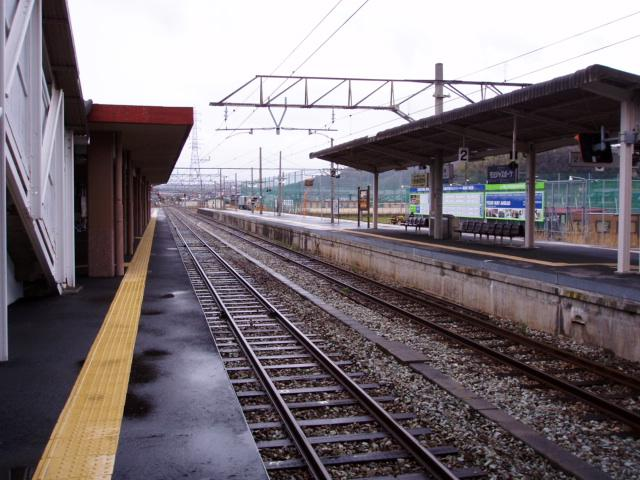
月台（2006年4月）

本站是地面車站，設有2面3線的單式與島式月台，可進行列車交會與折返。本站的站房位於單式月台（1號月台）旁邊。各月台之間透過跨線橋（設有升降機）連接。站內則設有LED式列車出發顯示牌。
此站是由東岡山站管理的直營車站（在赤穗線內唯二的直營車站，另一座位於播州赤穗）。此站在1990年代前為管理車站，現時則為地區車站。此站可使用ICOCA（以及互相使用的IC卡），也是赤穗線在岡山地區唯一設有閘門式自動閘機的車站。
站內過去設有商店，在2017年（平成29年）商店結業，並改為設置自動販賣機。1號月台為下行本線，2號月台為上行本線，通常列車使用以上2月台。3號月台為上下行副本線，只供折返至岡山方向的列車使用（在路軌結構上可讓播州赤穗方向的列車使用，但是現時沒有在此站折返往播州赤穗方向的班次）。在「西大寺會陽（裸體祭）」日時，設有臨時列車行走於岡山站至此站之間。

### 月台
| 月台 | 路線   | 上下行 | 方向                 | 備註                     |
| ---- | ------ | ------ | -------------------- | ------------------------ |
| 1    | 赤穗線 | 下行   | 岡山、福山、新見方向 |                          |
| 2    | 赤穗線 | 上行   | 播州赤穗方向         |                          |
| 3    | 赤穗線 | 下行   | 岡山、福山、新見方向 | 只讓從此站出發的列車使用 |

## 利用狀況
以下為近年1日平均乘車人次列表：
| 乘車人次變化 | 乘車人次變化    |
| 年度         | 1日平均乘車人次 |
| ------------ | --------------- |
| 1999         | 3,206           |
| 2000         | 3,258           |
| 2001         | 3,252           |
| 2002         | 3,140           |
| 2003         | 3,143           |
| 2004         | 3,102           |
| 2005         | 3,090           |
| 2006         | 3,052           |
| 2007         | 3,028           |
| 2008         | 3,060           |
| 2009         | 3,042           |
| 2010         | 3,007           |
| 2011         | 3,074           |
| 2012         | 3,092           |
| 2013         | 3,368           |
| 2014         | 3,362           |
| 2015         | 3,497           |
| 2016         | 3,521           |
| 2017         | 3,615           |
| 2018         | 3,704           |

## 車站周邊

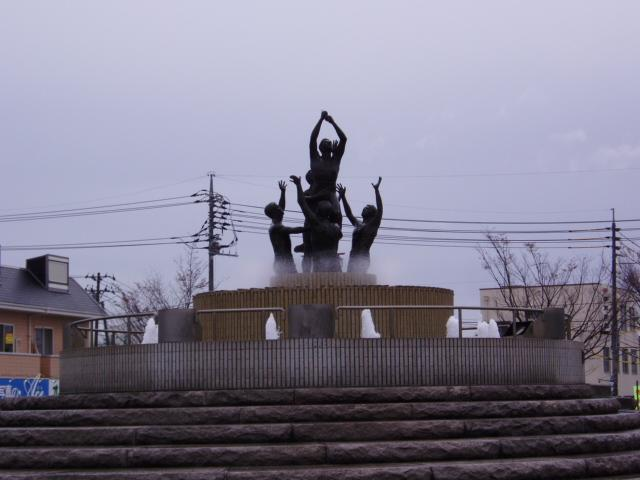
車站前的迴旋路上設有西大寺會陽（裸體祭）銅像

- 岡山市（日语：岡山市役所）東區公所
- 西大寺連繫中心（日语：西大寺ふれあいセンター）
- 東區保健中心
- 岡山市東消防署（日语：東消防署 (岡山市)）
- 岡山市立西大寺小學（日语：岡山市立西大寺小学校）
- 岡山縣立西大寺高等學校（日语：岡山県立西大寺高等学校）
- 岡山學藝館清秀中學·岡山學藝館高等學校（日语：岡山学芸館清秀中学校・岡山学芸館高等学校）
- 兩備巴士（日语：両備ホールディングス）西大寺巴士中心（日语：西大寺バスセンター）、兩備Plat西大寺店　（前・西大寺鐵道西大寺市站　西南約1公里）
- 天満屋Happy Town（日语：天満屋ストア）西大寺店
- 生活協同組合岡山Coop（日语：生活協同組合おかやまコープ）西大寺店
- Dio（日语：大黒天物産）西大寺店
- 國立印刷局岡山工場
- 西大寺公共職業安定所
- 西大寺稅務署
- 西大寺郵局（日语：西大寺郵便局）
- 中國銀行西大寺分店
- 番茄銀行西大寺分店
- 岡山信用金庫（日语：おかやま信用金庫）西大寺分店
- 西大寺觀音院（日语：西大寺観音院）

## 巴士路線
- 東備巴士（日语：東備バス）
  - 西大寺（日语：西大寺 (旧市域)）方向　前往西大寺巴士中心
  - 牛窗（日语：牛窓）方向　經神崎前往牛窗（南回）
  - 寶傳、犬島（日语：犬島）方向　經神崎前往寶傳

## 相鄰車站
西日本旅客鐵道
 赤穗線
大富（JR-N07）－西大寺（JR-N06）－大多羅（JR-N05）

## 注腳
1. ↑  岡山縣統計年報

## 外部連結
- 西大寺｜車站資訊：JR出門網 - 西日本旅客鐵道